# Phoenicobiella
Phoenicobiella är ett släkte av skalbaggar. Phoenicobiella ingår i familjen plattnosbaggar.
Kladogram enligt Catalogue of Life:
| Phoenicobiella | \| \| Phoenicobiella chamaeropis \| \| \| \| \| \| Phoenicobiella schwarzi \| \| \| \| |
|                | \| \| Phoenicobiella chamaeropis \| \| \| \| \| \| Phoenicobiella schwarzi \| \| \| \| |
|                | Phoenicobiella chamaeropis                                                             |
|                |                                                                                        |
|                | Phoenicobiella schwarzi                                                                |
|                |                                                                                        |